# Đảo Ishigaki
Đảo Ishigaki (石垣島 (Thạch Viên Đảo) tiếng Yaeyama: Ishanagï, tiếng Okinawa: Ishigachi) là một hòn đảo phía tây Okinawa và là đảo lớn thứ hai của Quần đảo Yaeyama. Về hành chính đảo thuộc Thành phố Ishigaki, tỉnh Okinawa. Thành phố có chức năng là trung tâm kinh tế và giao thông cho quần đảo.  Sân bay Ishigaki là sân bay lớn nhất tại Yaeyama và là sân bay hạng 3 lớn nhất Nhật Bản.

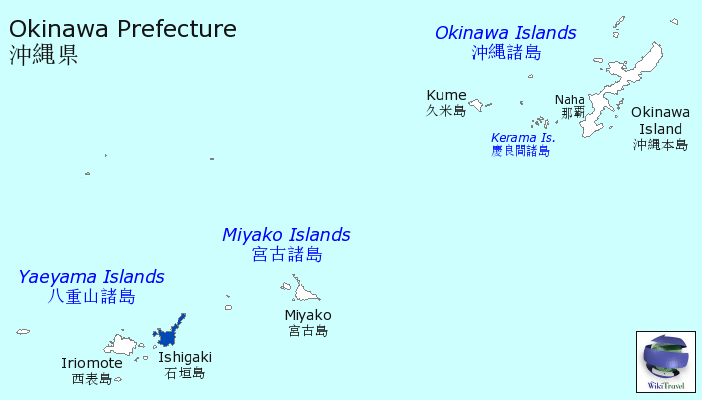
Vị trí Đảo Ishigaki tại Quần đảo Ryukyu

Đảo Ishigaki, giống như phần còn lại của Okinawa, có văn hóa ảnh hưởng mạnh từ Nhật Bản và Trung Quốc do vị trí giữa Trung Quốc và lục địa Nhật Bản. Một trận sóng thần cao kỷ lục đã tân công đảo Ishigaki vào năm 1771.

## Hình ảnh

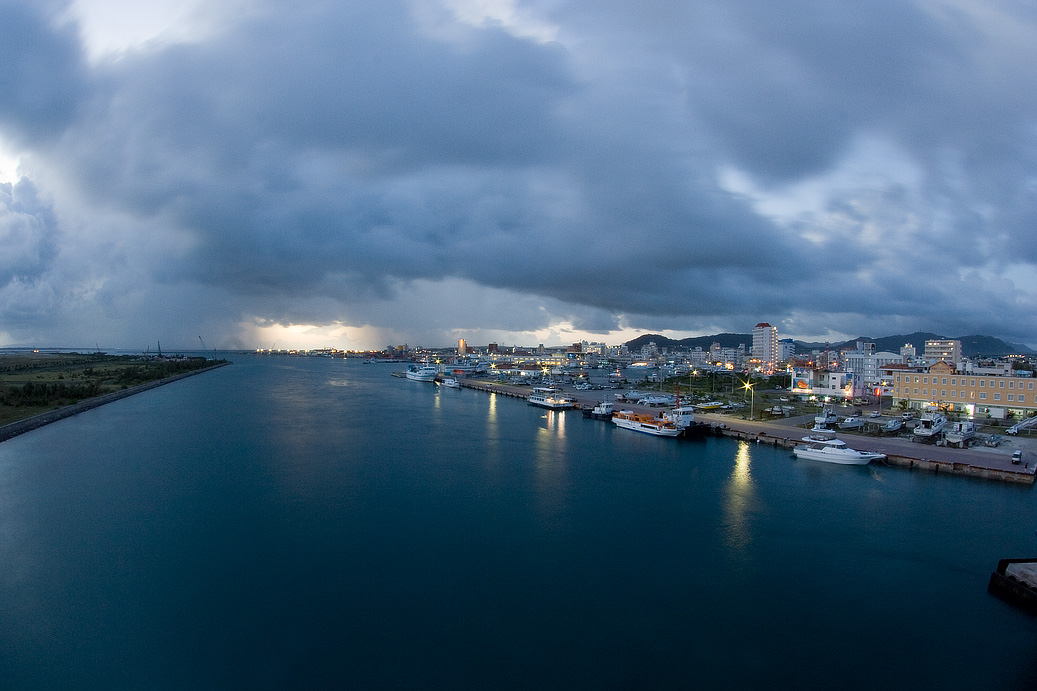
Vịnh Ishigaki.
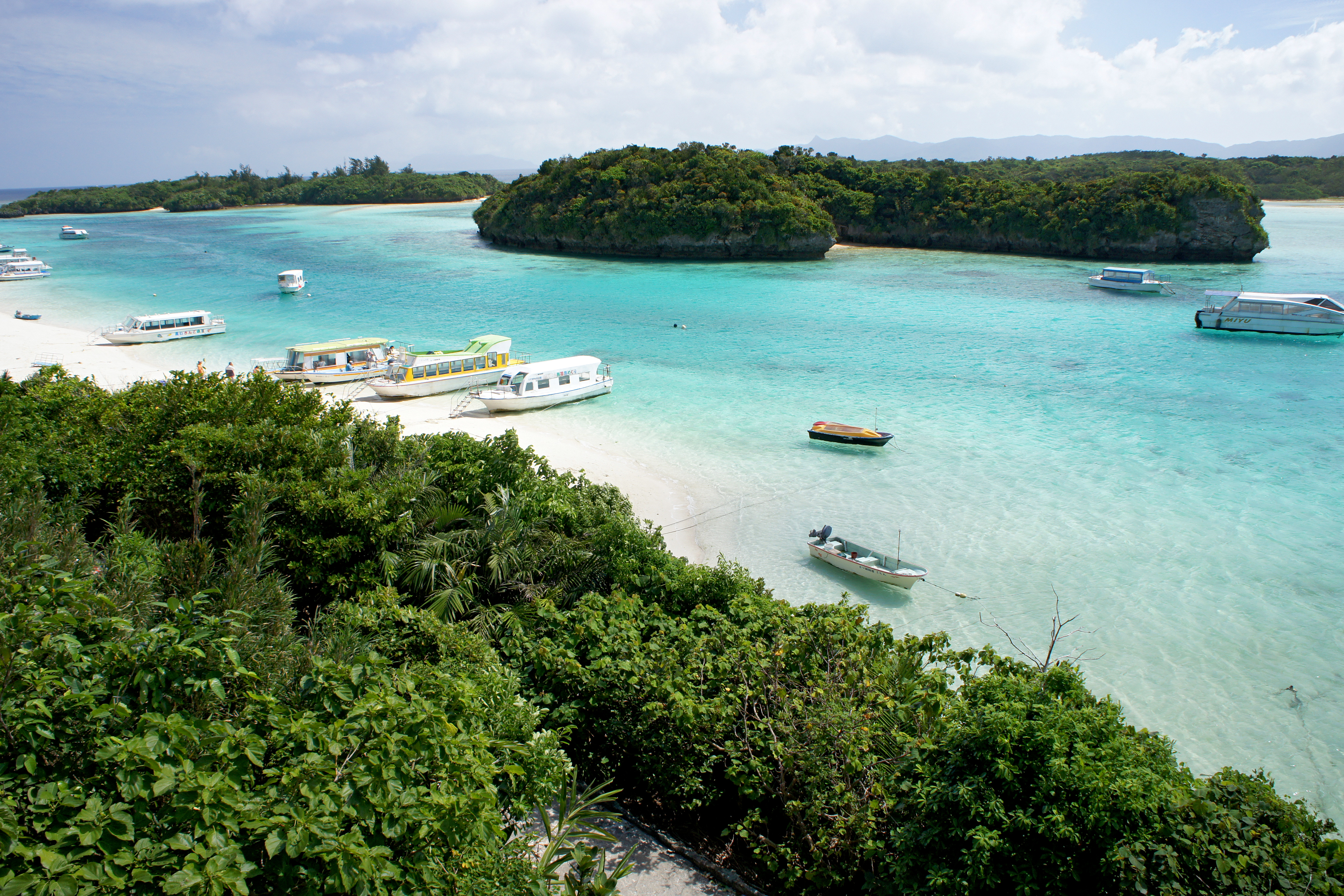
Vịnh Kabira
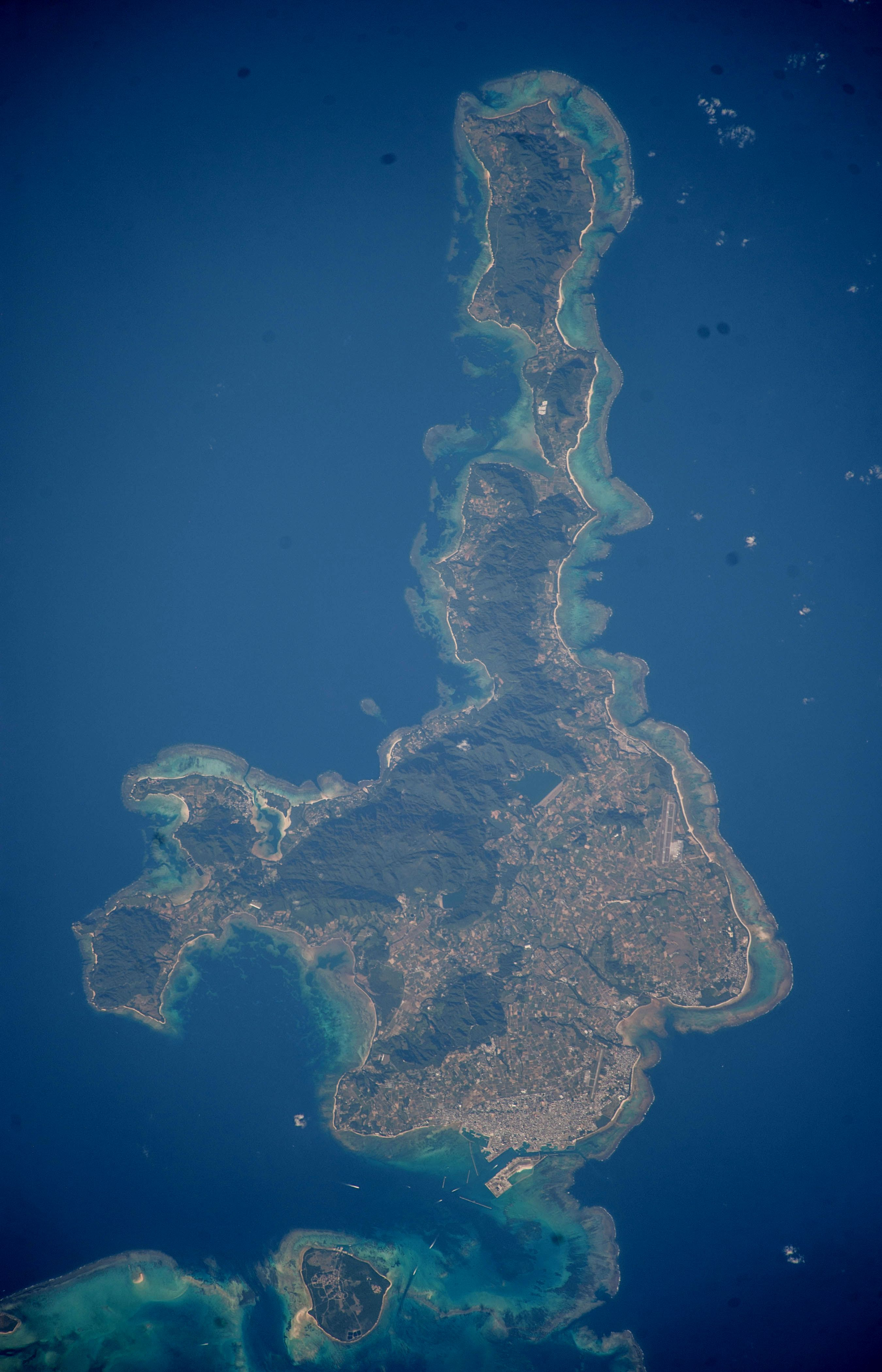
Ishigaki nhìn từ không gian, tháng 8 năm 2014